# Charlotte d'Ornellas
Charlotte d'Ornellas (Orleans, Centro-Valle del Loira, 23 de junio de 1986) es una periodista y cronista francesa. Proveniente del movimiento identitario, está considerada una de las figuras más publicitadas de la extrema derecha en Francia. Es miembro de la ONG SOS Cristianos de Oriente.

## Primeros años y educación
Charlotte d'Ornellas nació en una familia francesa de origen portugués. A su familia se le concedió el título de Barón en Portugal en 1886. Fue criada en Orleans por padres católicos tradicionalistas. Es sobrina del arzobispo de Rennes, Pierre d'Ornellas.
Conoció a Adélaïde Puolol, futura activista y portavoz de la Marcha por la Vida, de quien era amiga de la infancia.
En 2002, fue elegida para interpretar a Santa Juana de Arco durante los festivales joánicos de Orleans.
En 2004, ingresó en el Instituto de Filosofía Comparada de París, donde se licenció en filosofía y luego en psicología. En 2008, se fue a Sydney, Australia, durante un año. Al final de su estancia, fue contratada en el Centro Internacional de Medios de Comunicación para participar en la traducción de comunicados de prensa australianos para la prensa francesa y en discursos oficiales con motivo de la Jornada Mundial de la Juventud de 2008.
Cuando regresó en 2008, decidió estudiar periodismo. En 2010, se graduó en el Instituto Francés de Periodismo, después de realizar su última pasantía en L'Orient-Le Jour en 2009, en Beirut.

## Carrera
De regreso a Francia, en 2009 obtuvo un contrato de duración determinada en La Nouvelle République du Centre-Ouest, diario regional con sede en Tours. Trabajó como pasante en el departamento Sociedad y Mundo del semanario Valeurs Actuelles entre 2009 y 2010, luego en el programa Tous les goûts sont dans la culture en Direct 8 en 2010. Además, entre enero de 2009 y octubre de 2012, trabajó freelance para Valeurs Actuelles y Familia Cristiana. Desde julio de 2011, trabaja en la producción y presentación de un semanario para televisión web de la Confederación Francesa de Trabajadores Cristianos (CFTC), y en la redacción de su Carta Confederal semanal.
Como periodista independiente, colabora en particular en el sitio Boulevard Voltaire, en Valeurs Actuelles y en el sitio de noticias católico Aleteia. Sus artículos también aparecen regularmente en el diario católico nacional Présent. Además, aparece regularmente en Radio Courtoisie y es columnista del programa Bistro Libertés presentado por Martial Bild en TV Libertés. En 2016, fundó junto a Damien Rieu, ex portavoz de Génération identitaire, la revista France, revista trimestral de distribución gratuita en línea de la que es redactora jefe. Lanzado en marzo de 2016, el primer número presentó a Marion Maréchal. El primer número fue consultado más de 60.000 veces en un año, y el segundo, publicado en junio de 2016, más de 40.000 veces en un mes. Fue asesora de relaciones con la prensa de Jean-Frédéric Poisson durante las primarias de centro y derecha francesa en 2016.
En septiembre de 2017, se unió al comité editorial de la revista conservadora e identitaria L'Incorrect, fundada por Laurent Meeschaert, Charles Beigbeder y familiares de Marion Maréchal. Al mes siguiente, se incorporó a la redacción de Valeurs Actuelles y abandona L'Incorrect.
Desde abril de 2017, aparece regularmente como editorialista en el programa L'Heure des pros, presentado por Pascal Praud en CNews, y luego en 28 minutes en Arte. En 2018 y 2019, apareció como columnista en el programa Et en même temps de BFM TV, presentado por Bruce Toussaint y luego por Apolline de Malherbe. También es invitada habitual en el programa Punchline, presentado por Laurence Ferrari en CNews.
Desde 2021, también trabaja para Europe 1, tras una fusión con la redacción de CNews en el marco de la compra de la emisora por parte de Vincent Bolloré.

## Ideología y orientación política
StreetPress la describe como la «periodista favorita del ámbito fascista» gracias a sus colaboraciones «en revistas francamente orientadas a la extrema derecha como Boulevard Voltaire o Présent, el pato de los católicos tradicionalistas». Según ellos, «la revista France actúa como un “megáfono” para los identitarios y trabaja para acercar a la extrema derecha y a la “derecha extramuros”». En La République du Centre se la describe como «una pluma de la extrema derecha en Francia» y por Les Inrockuptibles como la «periodista favorita de la extrema derecha». Claude Askolovitch la presenta en France Inter como «una auténtica estrella de los medios de comunicación católicos de extrema derecha o conservadores». En su libro Le vieux monde est de retour, la periodista Pascale Tournier describe a d'Ornellas como un «nuevo ídolo del mundo de la ‘reinformación’, [que] interviene para informar sobre la situación en el Boulevard Voltaire, Famille chrétienne, Valeurs actuelles, TV Libertés […]». Tournier destaca también «sus raíces en la extrema derecha: en la segunda vuelta de las elecciones presidenciales, votó sin dudar a favor de Marine Le Pen». Libération destaca su participación en «los medios de comunicación online de extrema derecha TV Libertés y Boulevard Voltaire», así como en la revista web France.
Para Le Figaro,  d'Ornellas comparte con Maréchal «la generación y el gusto por las ideas ‘antimodernas’». Según L'Obs, está «cerca de la catósfera y de la línea de Marion Maréchal-Le Pen», pero «no se ve trabajando por la victoria de Marine Le Pen». L'Obs también la consideró una de las «apuestas seguras de la derecha» durante su participación en una conferencia contra los eventos de mayo de 1968 en compañía de Marion Maréchal y sus allegados. También dio una conferencia a activistas realistas y de extrema derecha de Action Française para hablar sobre Siria. Según Le Média, su llegada a Valeurs Actuelles en 2017 provocó descontento porque «encarna una corriente de derecha de la que muchos desean distanciarse». Destaca su trayectoria en Présent, el “diario de los identitarios católicos”, en Boulevard Voltaire y en el canal de televisión de extrema derecha TV Libertés. Damien Rieu, cofundador de Génération Identitaire y miembro de Agrupación Nacional, afirma: «Bien, Charlotte es católica y se interesa por las cuestiones bioéticas. Pero eso no es una prioridad. Desde los atentados de 2015, ha comprendido que la inmigración es el principal problema y que no podemos darnos el lujo de perdernos en el transhumanismo. Ella es católica e identitaria».
Está entre los primeros suscriptores en Instagram del grupo Les Natifs, formado tras la disolución de Génération Identitaire.
Le Monde la sitúa en las filas de la «derecha reaccionaria» y la «derecha conservadora». L'Express subraya su proximidad a «la derecha católica conservadora», mientras que Le Parisien la presenta como «la nueva estrella de la derecha ultraconservadora», y también como la «nueva pluma de la extrema derecha».
Católica devota, d'Ornellas -que reconoce estar «clasificada como de extrema derecha» y «no hacer un periodismo neutral»- considera que «todos los periodistas hacen periodismo de opinión». Ella afirma ser parte de la “reinformación” más que de la “fachosfera”. D'Ornellas se opone al aborto.